# ADVANCED WEATHER REPORT
『ADVANCED WEATHER REPORT』（アドバンスド ウェザー リポート）は、ウェザーニューズ (WNI) が2019年8月12日から、ウェザーニューズの気象情報番組「ウェザーニュースLiVE」で放送している生放送の特別番組である。

## 概要
ウェザーニュースLiVEで活用しているウェザーリポートを日産・エクストレイル（X-TRAIL）でウェザーニュースLiVEのキャスターが運転して現地から中継する。
エムキャス・LINE LIVEでは放送されない。

## 各回の内容
| 放送日                     | タイトル                                                    | 出演者                                                           | 中継地点                                                                             | 特記事項 |
| -------------------------- | ----------------------------------------------------------- | ---------------------------------------------------------------- | ------------------------------------------------------------------------------------ | -------- |
| 2019年8月12日 22:00-23:00  | REPORT #1 先進技術を駆使して ペルセウス座流星群を観測せよ。 | キャスター:山岸愛梨 リポーター:白井ゆかり（八ヶ岳 清里丘の公園） | 千葉県:幕張テクノガーデン 山梨県北杜市:八ヶ岳 清里丘の公園 鳥取県:さじアストロパーク |          |
| 2019年9月13日 18:30-19:30  | REPORT #2 先進技術を駆使して 中秋の名月を観測せよ。         | キャスター:山岸愛梨 リポーター:松雪彩花（朝霧高原）              | 山形県鶴岡市 静岡県朝霧高原                                                          |          |
| 2019年10月28日 21:30-21:45 | REPORT #3 先進技術を駆使して 紅葉最前線を追え。             | キャスター・リポーター:白井ゆかり                                | 青森県:八甲田山 蔵王エコーライン 福島県:中津川渓谷                                   | 事前収録 |
| 2019年10月29日 21:30-21:45 | REPORT #3 先進技術を駆使して 紅葉最前線を追え               | キャスター・リポーター:白井ゆかり                                | 青森県:八甲田山 蔵王エコーライン 福島県:中津川渓谷                                   | 事前収録 |
| 2019年10月30日 21:30-21:45 | REPORT #3 先進技術を駆使して 紅葉最前線を追え               | キャスター:山岸愛梨 リポーター:白井ゆかり                        | 青森県:八甲田山 蔵王エコーライン 福島県:中津川渓谷                                   | 事前収録 |
| 2019年10月31日 21:30-21:45 | REPORT #3 先進技術を駆使して 紅葉最前線を追え               | キャスター:松雪彩花 リポーター:白井ゆかり                        | 青森県:八甲田山 蔵王エコーライン 福島県:中津川渓谷                                   | 事前収録 |
| 2019年11月1日 21:30-21:45  | REPORT #3 先進技術を駆使して 紅葉最前線を追え               | キャスター・リポーター:白井ゆかり                                | 青森県:八甲田山 蔵王エコーライン 福島県:中津川渓谷                                   | 事前収録 |
| 2019年11月2日 21:30-21:45  | REPORT #3 先進技術を駆使して 紅葉最前線を追え               | キャスター:駒木結衣 リポーター:白井ゆかり                        | 青森県:八甲田山 蔵王エコーライン 福島県:中津川渓谷                                   | 事前収録 |
| 2019年11月30日 21:30-22:00 | REPORT #4 幻の気象現象 肱川あらしを追え。                   | キャスター:眞家泉 リポーター:高山奈々                            | 愛媛県:大洲長浜                                                                      | 事前収録 |
| 2019年12月14日 22:00-23:00 | REPORT #5 先進技術を駆使して ふたご座流星群を観測せよ。     | キャスター:山岸愛梨 リポーター:駒木結衣（長野県阿智村）          | 長野県阿智村                                                                         |          |
| 2020年2月29日 22:00-23:00  | REPORT #6 先進技術を駆使して 流氷接岸を目撃せよ。           | キャスター:松雪彩花 リポーター:高山奈々                          | 北海道                                                                               | 事前収録 |